# Bumba horrida
Bumba horrida é uma espécie de tarântula de médio-grande porte (cerca de cinco polegadas) encontrada na norte do Brasil, como as outras três espécies de seu pequeno gênero. É considerada bastante tímida e foi descoberta há relativamente pouco tempo.

## História natural
Como todas as tarântulas, os ancestrais da horrida divergiram de um ancestral comum com a aranha giratória normal, talvez 350 milhões de anos atrás.
Esta aranha compartilha seu gênero com a minúscula (polegada de comprimento) b. lennoni, a tarântula de John Lennon, e tem muitos traços que implicam que está intimamente relacionada com Theraphosa blondi, a maior espécie de aranha existente conhecida.